# Dioscorea abyssinica
Dioscorea abyssinica là một loài thực vật có hoa trong họ Dioscoreaceae. Loài này được Hochst. ex Kunth mô tả khoa học đầu tiên năm 1850.